# Vertigo (bokförlag)
Vertigo förlag[uttal saknas] är ett svenskt bokförlag som grundades 1992 och gav ut sina första böcker 1993.  Grundaren var 
idéhistorikern Carl-Michael Edenborg, som innehade och drev det till 2015 med adress i Stockholm. Detta år sålde han det till Alexandra Nedstam som flyttade förlaget till Malmö.
Vertigo är ett av de mindre och personligt drivna bokförlagen, där utgivningen bestäms av innehavarnas personliga intressen. Enligt förlagets webbplats hade förlaget i maj 2022 inga anställda utan anlitade frilansare för förekommande uppdrag.

## Utgivningar
Förlaget är känt för att ge ut "texter på avgrundens rand". Det har betecknat sig stå i en upplysningstradition och har haft en utgivning av klassisk litteratur från 1500-talet och framåt, som på olika sätt ifrågasatte eller överskred sin samtids rådande normer. Hit hör klassiska författare av erotisk litteratur som  Markis de Sade och Leopold von Sacher-Masoch. Från nyare tid kan nämnas fransmannen Georges Bataille, norrmannen Stig Sæterbakken och från Sverige pseudonymerna Nikanor Teratologen och Anastasia Wahl. Andra speciella områden i förlagets utgivning har varit klassisk skräcklitteratur samt ockultism, det senare i linje med Edenborgs verksamhet som idéhistoriker.
Denne har även bidragit som redaktör av antologier och som författare under pseudonymen Gunnar Blå.
Till förlaget hörde även de senare nedlagda bokcaféerna  Edenborg och Café Sodom i Stockholm.